# Massingy-lès-Semur
Massingy-lès-Semur é uma comuna francesa na região administrativa da Borgonha-Franco-Condado, no departamento de Côte-d'Or. Estende-se por uma área de 8,57 km². Em 2010 a comuna tinha 166 habitantes (densidade: 19,4 hab./km²).